# Czemodanowo (obwód wołogodzki)
Czemodanowo (ros. Чемоданово) – wieś w Rosji, w rejonie wołogodzkim obwodu wołogodzkiego. W 2010 r. liczyła 8 mieszkańców.